# Canale dell'Arizona
Il canale dell'Arizona è il tratto di mare della parte centrale della contea di Maricopa, ed è stato costruito verso la fine del 1880. Come la maggior parte dei canali della valle, le sue sponde sono meta per chi pratica jogging o ciclismo.

## Descrizione
Il canale, lungo quasi 50 miglia (80 km), è il tratto più settentrionale del Salt River Project, un sistema di distribuzione dell'acqua lungo 131 miglia (211 km). Nasce dalla Granite Reef Diversion Dam, a nord-est di Mesa, quindi scorre attraverso la comunità indiana di Salt River Pima-Maricopa, il centro di Scottsdale, i quartieri Arcadia e Sunnyslope di Phoenix, Glendale e Peoria, prima di sfociare a New River vicino l'Arrowhead Towne Center.

## Storia
William John Murphy venne assunto per la costruzione del canale nel 1883, che fu completata nel 1885. Egli fondò la città di Glendale; il Murphy Park nel centro cittadino è intitolato a lui. Anche la vicina Peoria fu fondata nello stesso periodo.
Nel 1888, un ex cappellano della guerra civile chiamato maggiore Winfield Scott, acquistò 640 acri (2,6 km²) ad alcuni chilometri a monte a est, sul lato sud del canale, fondando di fatto Scottsdale. Murphy in seguito costruì l'albergo Ingleside Club vicino Scottsdale (dove si trova Arcadia), contribuendo alla crescita del turismo su di un'area alquanto isolata. Alcuni resort - The Phoenician, Biltmore, Royal Palms, il Pointe Hilton e il Ritz-Carlton - furono costruiti vicino al canale tra il 1929 e il 1988. Inoltre, cinque centri commerciali - Borgata, Scottsdale Fashion Square, Biltmore Fashion Park, Metrocenter Mall e Arrowhead Towne Center - anch'essi furono costruiti vicino al canale. Cinque miglia furono ampliate all'estremità occidentale del canale nel 1894, portando la sua lunghezza a 47 miglia (76 km).
Una centrale idroelettrica restaurata da 750 kilowatt, e un'esposizione d'arte, si sono tenute nel giugno 2003 ad Arcadia, in un dirupo naturale di 20 piedi (6,1 m) chiamato Arizona Falls.
Il Scottsdale's Waterfront Project, è un progetto che ha come obiettivo di rivitalizzare l'area lungo il canale dell'Arizona, appena a ovest della Scottsdale Road. La città di Scottsdale e il comitato della Scottsdale Public Art per questo motivo, hanno assunto l'architetto Paolo Soleri, che ha progettato la costruzione di un ponte sopra il canale dell'Arizona nel centro di Scottsdale. Il ponte sospeso ha due piloni rivestiti in acciaio da 64 piedi (20 m) che creano un raggio di luce sulla superficie per contrassegnare gli eventi solari.